# ZOOP: De Reünie
ZOOP: De Reünie is een Nederlands televisieprogramma-special dat uitgezonden wordt door streamingdienst Videoland in opdracht van RTL Nederland en dient als een Videoland Original-special. In de eenmalige special komen de oud-castleden van de destijds populaire jeugdserie ZOOP uit 2004-2006 bij elkaar voor een reünie.

## Format
In deze televisiespecial komen de oud-castleden; Juliette van Ardenne, Vivienne van den Assem, Erwan van Buuren, Nicolette van Dam, Ewout Genemans, Jon Karthaus, Patrick Martens, Monique van der Werff van de destijds populaire jeugdserie ZOOP na bijna twintig jaar weer van de start van de eerste opnames bij elkaar voor een reünie. 
Ze komen samen op de plek waar het voor hen allemaal begon in Ouwehands Dierenpark in Rhenen, daar werd de serie en een deel van de films destijds opgenomen. Samen blikken ze terug op de eerste dagen op de set, de populariteit die de jeugdserie met zich meebracht en hoe dat voor de meeste van hen zorgde voor de start van hun carrières. Tevens delen ze hun meest dierbare herinneringen aan die tijd en komen ook de buitenlandreizen die de groep samen maakte voor de opnames van de ZOOP-films aan bod.
Het terugblikken doen ze aan de hand van oude videofragmenten uit de serie en de drie films, daarnaast komt er ook nooit eerder vertoond materiaal aanbod dat de acteurs zelf achter de schermen maakte; die laten zie hoe zij te werk gingen en hoe zij ten tijden van de opnames samenleefde in een hotel.
Tevens komt regisseur van de serie en films Johan Nijenhuis aan het woord en verrast acteur Hugo Maerten (die klusjesman Roy speelde) de hoofdrolspelers met een bezoek.

## Achtergrond

### Ontstaan
In augustus 2019 verkreeg Videoland de rechten om de Nickelodeon-televisieserie ZOOP op hun streamingdienst te heruitzenden, een jaar later volgde ook de drie films Zoop in Afrika, Zoop in India en Zoop in Zuid-Amerika op het streamingdienst. De serie en films stonden een aantal weken in best bekeken content van Videoland en vervolgens was het daarna voor een langere tijd weer stil.
Echter toen regisseur Jon Karthaus, die tevens de rol van Moes in de serie en films vertolkte, in januari 2023 bekend maakte dat ze bezig zijn met het werken aan een vierde ZOOP-film kwam Videoland met het idee voor een reünie-special.

### Productie
De televisiespecial wordt geproduceerd door No Picture Please onder regie van regisseur Dennis Wieringa. De opnames van de reünie vonden plaats op 16 mei 2023 in Ouwehands Dierenpark in Rhenen, waar de serie ook plaatsvond. De televisiespecial werd op 7 juni 2023 officieel aangekondigd als ZOOP: De Reünie. Een maand later, op 7 juli 2023, werden de eerste beelden van de reünie vertoond.